# Craig Driffill
Craig Driffill (* 14. Mai 1989) ist ein ehemaliger britischer Biathlet.

## Karriere
Driffill diente und startete im 3. Regiment der Royal Horse Artillery. Er gab 2008 in Idre sein Debüt im IBU-Cup und wurde 119. eines Sprintrennens. Bis zum Ende der Saison folgten weitere Einsätze in der Rennserie, darunter als bestes Resultat ein 57. Platz in einem Einzel in Ridnaun. Bei den Britischen Meisterschaften im Biathlon 2009 in Obertilliach gewann er mit Rob Chudley, Stephen Hill und Steve Clarke den Titel im Teamwettbewerb, wurde mit Sven Hay, Chudley und Hill Zweiter in der Militärpatrouille sowie mit Hill, Tom Morgan und Chudley Dritter im Staffelrennen. Seither nahm er an keinen nationalen oder internationalen Wettkämpfen mehr teil.
Seit 2011 arbeitet Driffill als Lehrer.